# Ла Вента, Љано де ла Вента (Запотитлан)
Ла Вента, Љано де ла Вента (шп. La Venta, Llano de la Venta) насеље је у Мексику у савезној држави Пуебла у општини Запотитлан. Насеље се налази на надморској висини од 1480 м.

## Становништво
Према подацима из 2005. године у насељу је живело 10 становника.

### Хронологија
| Година       | 2000        | 2005 |
| ------------ | ----------- | ---- |
| Становништво | 15 (10 / 5) | 10   |

### Попис
| # | Индикатор                        | Вредност |
| - | -------------------------------- | -------- |
| 1 | Укупно појединачних домаћинстава | 2        |